# العالية (عفرين)
عالية  قرية سوريّة تتبع إداريّاً لمحافظة حلب منطقة عفرين ناحية مركز بلبل، بلغ تعداد سكانها 162 نسمة حسب التعداد السكاني لعام 2004.